# Vinicoltura
Il termine vinicoltura si riferisce a tutte le attività dedicate alla produzione del vino, compresa la viticoltura. Trattandosi di un'attività puramente agricola il cui scopo è la produzione generale di uve, la viticoltura tende a designare stricto sensu soltanto l'insieme delle operazioni relative alle cure in vigneto, mancando nel significato italiano tutta la parte di elaborazione del vino nonché dei prodotti provenienti da quest'ultimo e dalle vinacce: spumante, vino dolce, grappa, acquavite, vino liquoroso, aceto di vino, ecc. Pertanto, la vinicoltura è quella parte del settore agro-alimentare, che comprende tutte le operazioni precedenti e successive alla vendemmia, a partire dalla coltivazione del vigneto, passando dalla vinificazione, fino all'eventuale invecchiamento in bottiglia e alla commercializzazione in forma più o meno diretta.

## Le fasi della vinicoltura

### Operazioni in vigneto
Tutte le operazioni relative alla coltivazione dell'uva da vino, ovvero la viticoltura, tra le quali:
- potatura secca
- potatura verde
- trattamenti fitosanitari
- lavorazioni del terreno, coltivazione dei filari
- operazioni sulle strutture di supporto
- operazione sui terreni e sulle piante circostanti il vigneto

### Operazioni immediatamente successive alla vendemmia
Come si vedrà molte delle operazioni elencate sotto non sono obbligate, perché i processi di vinificazione possono differire tra loro anche in modo sostanziale.
- Eventuale appassimento delle uve
- Eventuale diraspatura
- Eventuale pigiatura
- Pressatura
- Eventuale filtrazione del mosto per estrarre il succo d'uva e inibirne la successiva fermentazione
- Eventuale cottura del mosto per la realizzazione di aceto balsamico
- Eventuale valorizzazione della vinaccia pressata da parte di una distilleria per la produzione di etanolo (i vinaccioli vengono valorizzati mediante estrazione di olio di vinacciolo)
- Eventuale macerazione della pelle
- Svinatura
- Eventuale solfitazione
- Eventuale assemblaggio di diversi cuvées di mosti (nel caso di vinificazioni separate da diversi vitigni o da diversi vigneti)

### Vinificazione
La Vinificazione può comprendere eventualmente una mutizzazione per la produzione di vino dolce e / o un'aromatizzazione (vino aromatizzato)
- operazioni preliminari alla fermentazione
- fermentazione
- operazioni successive alla fermentazione

### Eventuale distillazione
- distillazione (singola o doppia) del vino: produzione di acquavite o brandy
- distillazione delle vinacce: produzione di grappa

### Eventuale invecchiamento
- Invecchiamento del vino con o senza elaborazione
- Invecchiamento dei prodotti derivati tramite distillazione o arricchimenti (quali grappa, brandy, ecc.)

### Operazioni finali e complementari
- eventuale assemblaggio del mosto e di distillati (produzione di mistelle)
- stoccaggio in una cantina
- imballaggio (compreso l'imbottigliamento o il confezionamento)
- Eventuale valorizzazione della vinaccia non fermentata e destinata al consumo di un condimento (in alcune mostarde in particolare)

## Il neologismo "vinicoltura"

### Etimologia
Il termine vinicoltura deriva dal neologismo francese viniculture, termine nato dall'esigenza di definire in modo più completo l'insieme della attività di produzione del vino, fino ad ora in italiano indicato con altri termini.
Deriva da qui vinicoltore, alternativa lessicale al termine fin qui in uso vignaiolo, per indicare la persona che segue la produzione del vino dalla vigna alla bottiglia.

## Prodotti diretti e indiretti dalla Vinicoltura

### Vino

#### Categorie generali di vini
- vino bianco
  - da uve bianche
  - da uve nere
- vino rosso
- vino rosé

#### Tipi di vini
- vino fermo
- vino frizzante
- vino spumante
- vino dolce
- vino liquoroso
- vino aromatizzato
- vino naturale

### Distillati
- distillati di vino: acquavite, brandy
- distillati di vinacce: grappa

### Condimenti
- aceto
- aceto balsamico
- olio di vinaccioli
- vincotto
- mostarda di vino